# Northstar Line

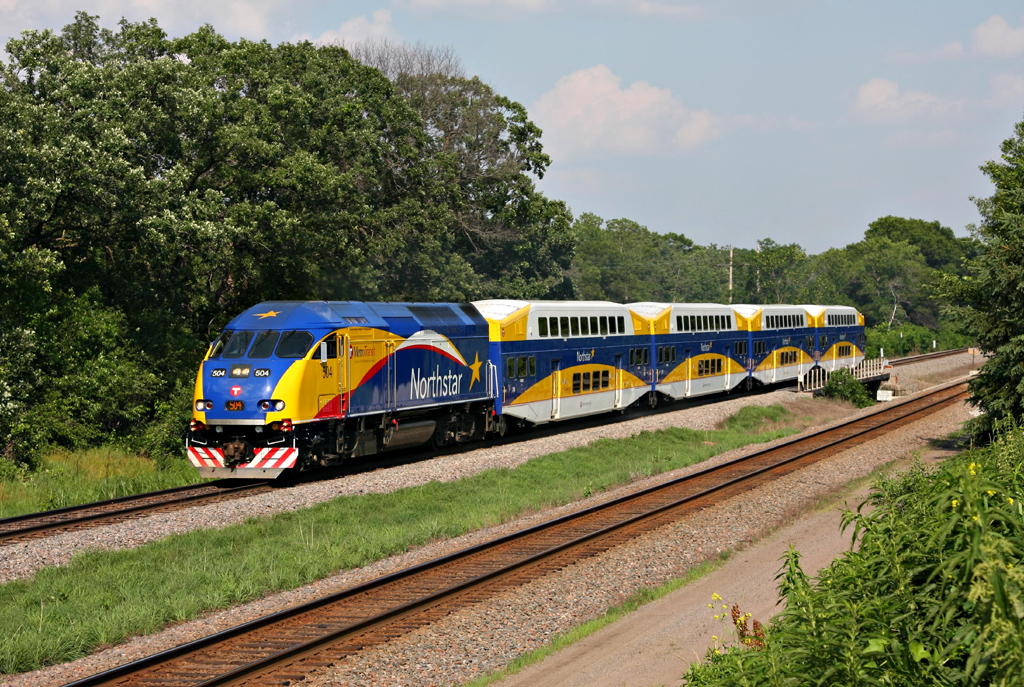
Een trein van de Northstar Line in de buurt van Big Lake.

De Northstar Line is een treindienst in de Amerikaanse staat Minnesota die de stad Minneapolis verbindt met enkele oostelijk gelegen plaatsen. De dienst maakt gebruik van een lijn die eigendom is van het BNSF Railway-netwerk. Het materieel bestaat uit Bombardier BiLevel Coaches, getrokken door MPI MPXpress-locomotieven en uitgerust met Stuurstandrijtuigen.
De verbonden plaatsen zijn: Big Lake, Ramsey, Anoka, Coon Rapids, Fridley en Minneapolis.